# Ruta 16 (Bolivia)
La Ruta Nacional 16 es una carretera boliviana perteneciente a la Red Vial Fundamental. La Ruta 16 ha sido declarada parte de la Red Vial Nacional de Bolivia "Fundamental Red Vial" por Decreto 25.134 del 31 de agosto de 1998.

## Historia
La vía tiene una longitud de 1036 kilómetros y atraviesa el noroeste de Bolivia en dirección sur-norte, desde el lago Titicaca en el Altiplano andino hasta el río Acre en la frontera con Brasil. El camino cruza los departamentos de La Paz y Pando. Dentro del departamento de La Paz un ramal de la Ruta 16 conduce a San Buenaventura sobre el río Beni. El camino comienza al sur en Huarina por la troncal Ruta 2, deja la alta montaña después de unos 300 kilómetros y termina al norte en el pueblo de Porvenir donde se encuentra con la troncal Ruta 13.
La sección sur de la carretera está pavimentada durante los primeros 100 kilómetros, el resto de la ruta en las tierras bajas del norte consiste en caminos de grava y tierra. Aún se está planificando la ruta Apolo - Tumupasa, así como la ruta desde Ixiamas vía Alto Madidi hasta Chivé.

## Asfaltado de tramos

### Tramo Escoma-Pacobamba
El 16 de julio de 2022, las autoridades bolivianas anunciaron la construcción con pavimento flexible del tramo Escoma-Pacobamba de 42 kilómetros de longitud perteneciente a la Ruta 16 de la Red Vial Fundamental (RVF), el cual costará USD 63 millones de dólares. La financiación para construir dicho tramo provendrá en un 85 % (USD 53,5 millones de dólares) de un préstamo que la Corporación Andina de Fomento (CAF) otorgará al estado boliviano y el restante 15 % (USD 10 millones de dólares) provendrá de los recursos del Gobierno Autónomo Departamental de La Paz.

## Localidades

### Sección 1

#### Departamento de La Paz
- km 000: Huarina
- km 023: Achacachi
- km 059: Ancoraimes
- km 084: Puerto Carabuco
- km 098: Escoma
- km 148: Pumazani
- km 185: Charazani
- km 349: Apolo (Apolo-Tumupasa en definición)
- km 457: Tumupasa
- km 518: Ixiamas (Ixiamas-Alto Madidi-Chivé en definición)
- km 605: Alto Madidi

#### Departamento de Pando
- km 767: Chivé
- km 839: San Silvestre
- km 921: Porvenir

### Sección 2

#### Departamento de La Paz
- km 000: Tumupasa
- km 054: San Buenaventura